# Rhamphogyne
Rhamphogyne é um género botânico pertencente à família Asteraceae. Contém uma única espécie aceite, Rhamphogyne rhynchocarpa S.Moore.